# Segunda División de Fiyi 2022
La Segunda División de Fiyi 2022 fue la edición número 29 de la Segunda División de Fiyi. Tavua FC regresó a la Liga Nacional de Fútbol de Fiyi después de 2 temporadas venciendo a Seaqaqa FC.

## Equipos participantes

### Viti Levu Zone
- Lami FC
- Rakiraki FC
- Tailevu North FC
- Tavua FC

### Vanua Levu Zone
- Bua FC
- Dreketi FC
- Nadogo FC
- Savusavu FC
- Seaqaqa FC
- Taveuni FC

### Ascensos y descensos
| Pos. | Descendido de la Liga Nacional 2021 |
| ---- | ----------------------------------- |
| x    | No hubo                             |

| Pos. | Ascendido de la Segunda División 2021 |
| ---- | ------------------------------------- |
| 1    | Tailevu Naitasiri FC                  |
| 2    | Nasinu FC                             |

## Desarrollo

### Zona Viti Levu

#### Clasificación
| Pos. | Equipo        | Pts. | PJ | G | E | P | GF | GC | Dif. | Clasificación 2022 |
| ---- | ------------- | ---- | -- | - | - | - | -- | -- | ---- | ------------------ |
| 1    | Tavua         | 24   | 9  | 8 | 0 | 1 | 29 | 3  | +26  | Avanza a la final  |
| 2    | Rakiraki      | 15   | 9  | 5 | 0 | 4 | 17 | 17 | 0    |                    |
| 3    | Tailevu North | 11   | 9  | 3 | 2 | 4 | 18 | 23 | −5   |                    |
| 4    | Lami          | 2    | 9  | 0 | 2 | 7 | 9  | 30 | −21  |                    |

 Fuente: FijiFootball.com.fj

#### Resultados
| Local \ Visitante | LAM | RAK | NOR | TAV |
| ----------------- | --- | --- | --- | --- |
| Lami              | —   | 1–2 | 2–4 | 0–3 |
| Rakiraki          | 2–1 | —   | 2–4 | 1–0 |
| Tailevu North     | 1–1 | 2–3 | —   | 1–3 |
| Tavua             | 6–0 | 3–0 | 4–1 | —   |

| Local \ Visitante | LAM | RAK | NOR | TAV |
| ----------------- | --- | --- | --- | --- |
| Lami              | —   | 0–5 | 2–2 | –   |
| Rakiraki          | –   | —   | –   | 0–1 |
| Tailevu North     | –   | 3–2 | —   | 0–4 |
| Tavua             | 5–0 | –   | –   | —   |

### Zona Vanua Levu

#### Clasificación
| Pos. | Equipo   | Pts. | PJ | G | E | P | GF | GC | Dif. | Clasificación 2022 |
| ---- | -------- | ---- | -- | - | - | - | -- | -- | ---- | ------------------ |
| 1    | Seaqaqa  | 24   | 10 | 7 | 3 | 0 | 23 | 4  | +19  | Avanza a la final  |
| 2    | Nadogo   | 21   | 10 | 6 | 3 | 1 | 14 | 7  | +7   |                    |
| 3    | Bua      | 13   | 10 | 3 | 4 | 3 | 15 | 11 | +4   |                    |
| 4    | Taveuni  | 9    | 10 | 2 | 3 | 5 | 13 | 15 | −2   |                    |
| 5    | Dreketi  | 8    | 10 | 1 | 5 | 4 | 8  | 17 | −9   |                    |
| 6    | Savusavu | 5    | 10 | 1 | 2 | 7 | 5  | 24 | −19  |                    |

 Fuente: FijiFootball.com.fj

#### Resultados
| Local \ Visitante | BUA | DRE | NAD | SAV | SEA | TVE |
| ----------------- | --- | --- | --- | --- | --- | --- |
| Bua               | —   | 3–0 | 0–1 | 3–0 | 2–2 | 1–1 |
| Dreketi           | 1–1 | —   | 0–1 | 2–2 | 0–0 | 1–1 |
| Nadogo            | 2–1 | 0–0 | —   | 2–0 | 0–0 | 2–1 |
| Savusavu          | 1–1 | 1–2 | 0–3 | —   | 0–5 | 0–3 |
| Seaqaqa           | 2–1 | 4–0 | 3–1 | 3–0 | —   | 2–0 |
| Taveuni           | 1–2 | 4–2 | 2–2 | 0–1 | 0–2 | —   |

## Play-off de ascenso
| Equipo 1 | Global | Equipo 2   | Ida | Vuelta |
| -------- | ------ | ---------- | --- | ------ |
| Tavua FC | 3-2    | Seaqaqa FC | 1-2 | 2-0    |